# Ульрих, Лаурин
Ла́урин У́льрих (нем. Laurin Ulrich; род. 31 января 2005) — немецкий футболист, полузащитник клуба «Штутгарт», выступающий на правах аренды за клуб «Ульм 1846».

## Клубная карьера
Ульрих — воспитанник клуба «Штутгарт». 12 ноября 2022 года в матче против «Байер 04» он дебютировал в Бундеслиге. 

## Международная карьера
В 2022 году в составе юношеской сборной Германии Ульрих принял участие в юношеском чемпионате Европы в Израиле. На турнире он сыграл в матчах против сборных Италии, Люксембурга, Израиля и Франции. В поединке против люксембуржцев Лаурин забил гол.  